# Renée Björling
Renée Björling (ur. 10 lipca 1898 w Lovö, zm. 4 marca 1975 w Täby) – szwedzka aktorka filmowa.

## Wybrana filmografia
- Letni sen (Sommarlek) (1951)
- Wakacje z Moniką (Sommaren med Monika) (1953)
- Lekcja miłości (En lektion i kärlek) (1953)
- Marzenia kobiet (Kvinnodröm) (1955)